# Корецький Сергій Федорович
Сергі́й Фе́дорович Коре́цький (нар. 14 березня 1978, Луцьк) — український підприємець та топ-менеджер у нафтогазовій галузі, директор ПАТ «Укрнафта» та АТ «Укртатнафта» (з листопада 2022 до 13 травня 2025), голова правління НАК «Нафтогаз України» (з 14 травня 2025).

## Життєпис
Освіта
Сергій Корецький здобув вищу освіту за спеціальностями «Автомобілі та автомобільне господарство» (2001) та «Економіка підприємства» (2005) у Луцькому технічному університеті та за спеціальністю «Видобування нафти і газу» в Івано-Франківському національному технічному університеті нафти і газу.  У 2019 році він пройшов навчання за програмою Executive MBA у Києво-Могилянській бізнес школі.
Кар'єра
З 1997 до 2018 року Корецький працював у групі компаній «Континіум» (Луцьк), де пройшов шлях від працівника аналітичного відділу до генерального директора. У 2002 році він очолив СП «Західна Нафтова Група», а з 2007 року був CEO управляючої компанії групи «Континіум». З 2013 року Корецький став генеральним директором WOG. В цей період він займався розробкою та впровадженням стратегій розвитку компанії, залученням фінансування, веденням переговорів з інвесторами та супроводженням M&A транзакцій.
За ініціативи Корецького були започатковані нові напрямки діяльності WOG, зокрема, кав'ярні за межами заправних станцій.
У 2018 році Сергій Корецький залишив «Континіум» і в 2019—2022 займався власним бізнесом. У квітні 2019 року він заснував кавову компанію повного циклу IDEALIST Coffee Co., що також включає мережу кав'ярень Idealist.  Станом на 2024 рік у Києві працювало 10 закладів. Наприкінці 2021 року Сергій Корецький вийшов з переліку бенефіціарів кавових компаній. Від серпня 2019 до листопада 2022 Корецький  був співзасновником та головою правління енерготрейдера Centurion Group SA (Швейцарія).
9 листопада 2022 року Корецького призначено директором ПАТ «Укрнафта» та ПАТ «Укртатнафта». Під його керівництвом Укрнафта збільшила видобуток нафти з конденсатом і видобуток газу, стала прибутковою державною компанією з рекордними фінансовими результатами.
29 квітня 2025 наглядова рада НАК «Нафтогаз України» обрала Сергія Корецького головою правління Нафтогазу.
Від 14 травня 2025 року обійняв посаду голови правління НАК «Нафтогаз України» та приступив до виконання обов'язків очільника Групи Нафтогаз.

## Відзнаки
- «За сприяння війську» — почесний нагрудний знак Головнокомандувача Збройних сил України.[13]